# Beverly (musikgrupp)
Beverly är en noisemusikgrupp från Brooklyn som bildades 2013 av Frankie Rose och Drew Citron. Rose återgick till sin solokarriär efter bandets första album Careers.

## Diskografi
Studioalbum
- 2014 – Careers
- 2016 – The Blue Swell